# Ganeria
Ganeria is een geslacht van zeesterren, en het typegeslacht van de familie Ganeriidae.

## Soorten
- Ganeria attenuata Koehler, 1907
- Ganeria falklandica Gray, 1847
- Ganeria hahni Perrier, 1891